# Театър „Сан Карло“
Кралският театър „Сан Карло“ (на италиански: Real Teatro di San Carlo), известен и като Театър „Сан Карло“ (Teatro di San Carlo) или само „Сан Карло“, се намира в италианския град Неапол и е сред най-известните и престижни оперни театри в света.
Основан през 1737 г., той е най-старият оперен театър в света, който все още е активен, и първият италиански театър, създал танцувална школа. Изпреварва Ла Скала в Милано с 41 години и Ла Фениче във Венеция с 55 години. Първоначално може да побере 3285 зрители, след което броят им е намален на 1386 души според правилата за безопасност. Има огромен  партер (22×28×23 m), ложи на пет нива, подредени във формата на подкова, плюс голяма кралска ложа, галерия и сцена (34×33 m).
Предвид неговия размер, структура и старинност той е бил модел за следващите театри в Европа.
С изглед към едноименната улица и, отстрани, към площад „Триест и Тренто“ и Галерия „Умберто I“, театърът, в съответствие с другите велики архитектурни произведения от периода като големите дворци на Бурбоните, е символът на Неапол, който подчертава статута му на голяма европейска столица.
Той е включен от ЮНЕСКО сред паметниците, считани за обект на световното наследство.

## История

### XVIII век
Основан по волята на Карлос III, построен от Джовани Антонио Медрано и Анджело Каразале с капацитет от 3000 места, театърът е открит на 4 ноември 1737 г. по случай именния ден на краля, чието име носи и днес.
Първата опера, поставена за краля и в негово присъствие, е „Ахил в Скирос“ на Доменико Саро с либрето на Пиетро Метастазио и с участието на Витория Тези, Анджело Амореволи и сопраното Анна Перуци. На Доменико Саро са изплатени 220 дуката със специална полица, издадена през декември 1737 г.
Първоначално на сцената на театъра се поставя опера серия, докато опера-буфа остава приоритет на други театри, като Театър „Меркаданте“ (наречен тогава „Фондо деле Лукри“), Театър „Сан Бартоломео“ или Театър „Фиорентини“.
Първите композитори, познати в Театър „Сан Карло“, идват от Неаполитанската музикална школа и са Леонардо Лео, Николо Порпора, Леонардо Винчи, Йохан Адолф Хасе, Гаетано Латила, Николо Йомели, Балдасаре Галупи, Николо Пичини, Антонио Мария Гаспаре Сакини, Карло Броски, Томазо Траета, Джакомо Трито, Джовани Паизиело и Доменико Саро. Сред певците са Тези, Амореволи, Анна Де Амичис, Челесте Колтелини и Кафарели (Гаетано Майорано). 
Междувременно престижът на театъра достига до степен да привлича прочути композитори с международна слава. През 1752 г. е поставена с голям успех световната премиера на „Милостта на Тит“ от Кристоф Глук. На 4 ноември 1761 г. и на 20 януари 1762 г. е премиерата съответно на оперите „Катон в Урика“ и „Александър в Индия“ на Йохан Кристиан Бах. През следващите години почетни гости са Георг Фридрих Хендел и Йозеф Хайдн, а на 30 май 1778 г. младият Волфганг Амадеус Моцарт се появява сред зрителите на премиерата на „Изоставената Армида“ на Николо Йомели. През 1774 г. е успешната премиера на „Александър в Индия“ от Николо Пичини с Гаспаре Пакиероти, а през 1779 г. на „Ифигения в Авлида“ от Висенте Мартин и Солер с Луиджи Маркези и Джовани Ансани.
На 13 август 1783 г. Театър „Сан Карло“ отваря врати и за един от най-прочутите европейски композитори и един от най-важните представители на Неаполитанската музикална школа – Доменико Чимароза, за дебюта на операта му „Орест“.
През 1787 г. Джовани Паизиело е назначен за музикален директор на оркестъра.
През 1799 г. по време на Неаполитанската република Театър „Сан Карло“ приема името „Национален театър „Сан Карло““, с което е известен до падането на републиката.
Театърът през годините претърпява множество ремонти, както по фасадата, така и отвътре. Фасадата, която първоначално има прости архитектурни линии, е модифицирана от Антонио Гали да Бибиена през 1762 г., от Фердинандо Фуга през 1768 г. и от Доменико Чели през 1791 г.

### Управление на Барбая
Жоашен Мюра се възкачва на трона на Неаполитанското кралство през 1808 г. и на 7 юли 1809 г. назначава импресарио Доменико Барбая за директор на театъра. Този отговорен пост е зает от Барбая до края на 1840 г. Това са годините на обновяването на театъра с важните творби на Антонио Николини, което продължава две години и придава на сградата облика, видим и през 21. век. Интериорът е основно преразгледан, създадени са зони за освежаване и отдих, а фасадата е преработена в напълно неокласически стил между 1810 и 1812 г. Новата вътрешна зала обаче е възстановена едва през 1817 г., отново от Николини, след пожар, който я унищожава в нощта между 12 и 13 февруари 1816 г. Работите значително възстановяват предишното състояние на театъра, макар че по този повод вътрешното помещение е адаптирано за публика от 2500 души.
Голямото платно от 500 m2 на тавана също е изпълнено и е дело на Антонио, Джовани и Джузепе Камарано. То  изобразява „Аполон, представящ най-великите поети в света на Минерва“, а декоративните детайли, като часовникът, са въведени от Камило Гуера и Дженаро Малдарели в под-арката на авансцената, където Времето показва изтичането на часовете, докато сирената на изкуствата, долу вляво, се опитва да ги задържи (сякаш казвайки, че „изкуството няма време“). Новото повторно откриване е на 12 януари 1817 г. с кантатата „Сънят на Партенопеа“ от Джовани Симоне Маир, който вече е бил в „Сан Карло“ с други свои произведения, включително „Медеа в Коринт“ (28 ноември 1813 г.). В деня на откриването, по време на пътуването си до Италия, Стендал също се озовава в Неапол.
Разширен през 30-те години на миналия век, салонът на театъра е във формата на подкова, дело на Джузепе Камарано, и може да побере малко над 1300 зрители. Завесата е от 1854 г., изработена е от Джузепе Манцинели и изобразява Музите и Омир между поети и музиканти.

#### Големите сезони на Росини и Доницети
От 1815 до 1822 г. музикален директор на театъра е Джоакино Росини, който в този период преживява един от най-важните си и плодовити сезони. Както присъствието на Росини, така и на Джовани Симоне Маир в деня на повторното откриване се дължи основно на уменията на Доменико Барбая – най-великият импресарио в Италия. Приятелството между Барбая и Росини е толкова силно, че през целия си престой в Неапол композиторът живее в палата на сем. Барбая. На 4 октомври 1815 г. се състои световната премиера на операта му „Елизабет, кралицата на Англия“ с Изабела Колбран, Андреа Нозари и Мануел Гарсия, последвана от световните премиери на „Армида“ през 1817 г., „Мойсей в Египет“ и „Ричард и Зораида“ през 1818 г., „Ермионе“ през 1819 г. и успехът на „Зелмира“ през 1822 г.
След Росини позицията на директор е поверена на Гаетано Доницети, който е художествен ръководител от 1822 до 1838 г. Той подписва договор с Барбая, с който се ангажира да композира четири опери годишно. Творческата дейност на Доницети в Неапол е непрекъсната и премиерата на много от творбите му е в Театър „Сан Карло“. Между 1823 и 1848 г. 19 негови опери имат премиера в този театър, 17 от които по време на неговото ръководство: 2 юли 1823 г. „Великият Алфредо“, 6 юли 1826 г. „Елвида“, 1 януари 1828 г. „Изгонване от Рим“, 12 януари 1829 г., „Пария“, 6 юли 1829 г. „Замъкът Кенилуърт“, 28 февруари 1830 г. „Световният потоп“, 23 август 1830 г. „Имелда де Ламбертаци“, 30 май 1831 г. „Франческа ди Фуа“, 12 януари 1832 г. „Фауста“, 4 ноември 1832 г. „Санча от Кастилия“, 18 октомври 1834 г. „Мария Стюард“, 26 септември 1835 г. шедьовърът „Лучия ди Ламермур“, 19 ноември 1836 г. „Обсадата на Кале“, 29 октомври 1837 г. „Роберто Девере“, 30 ноември 1848 г. „Полиуто“.
Междувременно в Театър „Сан Карло“ се представят личности като Николо Паганини през 1819 г., Винченцо Белини, който дебютира на 30 май 1826 г. със световната премиера на „Бианка и Фернандо“, и Саверио Меркаданте, който поставя 15 световни премиери от 1820 до 1866 г.: 19 август 1819 г. „Апотеоз на Хекулес“, 1 август 1820 г. „Анакреонт в Самос“, 18 март 1823 г. „Скитите“, 22 ноември 1823 г. „Костанцо и Алмериска“, 29 декември 1825 г. „Хиперместра“, 31 август 1831 г. „Зайра“, 1 януари 1839 г. „Елена от Фелтре“, 10 март 1840 г. „Весталка“, 4 януари 1842 г. „Забраненото“, 6 март 1845 г. „Корабът де Гама“, „10 ноември“ „1846“ г. „Ораци и Куриаци“, 1 март 1851 г. „Медея“, 8 януари 1853 г. „Статира“, 12 февруари 1857 г. „Пелагий“, 7 април 1866 г. „Вирджиния“.
През 1825 г. идва големият успех на „Последният ден на Помпей“ от Джовани Пачини с Аделаида Този, Джовани Давид, Луиджи Лаблаш и Микеле Бенедети, през 1835 г. на „Инес де Кастро“ от Джузепе Персиани с Мария Малибран и Жилбер Дюпре, през 1840 г. на „Весталката“ на Саверио Меркандате с Доменико Рейна, Пол Баройе и Бенедети, на „Гостилницата на Андужар“ от Джузепе Лило и на „Сафо“ на Джовани Пачини с Гаетано Фраскини, Джовани Орацио Картагенова и Бенедети, през 1841 г. на „Рола“ от Теодуло Мабелини с Гаетано Фраскини и Филипо Колини и през 1846 г. на „Сирената на Нормандия“ от Пиетро Тореджани с Тадолини и Фраскини.
В неаполитанския театър по това време пеят изпълнители като Мария Малибран, Джудита Паста, Луиджи Лаблаш, Джовани Батиста Рубини, Адолф Нури и Жилбер Дюпре.

#### Епохата на Верди
През втората половина на управлението на краля на Двете Сицилии Фердинанд II хватката на цензурата се затяга още повече върху художествения живот на театъра. След като заглавието на операта на Винченцо Белини „Бианка и Фернандо“ е променено на „Бианка и Джернандо“, има и друга цензура, която касае контакта с Джузепе Верди. Първоначално е забранено поставянето на две от важните му опериː „Трубадур“ през 1853 г. и „Бал с маски“ (с името „Отмъщение в домино“) през 1859 г. „Бал с маски“, поръчана от импресариото на „Сан Карло“, поради отказа на композитора да приеме промените, наложени от цензурата, е поставена в Неапол едва през 1862 г., след римската си премиера на 17 февруари 1859 г. в Tеатър „Аполо“ , с ново заглавие и други промени. Въпреки всичко връзката с Верди е доста важна. В театърa гостуваt няколко негови произведения: „Оберто, граф на Сан Бонифачо“ през 1841 г., „Ернани“ (с името „Венецианският корсар“) през 1846 г., „Набуко“ през 1848 г., „Атила“ и „Ломбардците в Първия кръстоносен поход“ през 1848 г., „Аида“ с Тереза Щолц през 1872 г. и световните премиери на „Алзира“ през 1845 г. и на „Луиза Милeр“ през 1849 г.
През 1846 г. в театъра е световната премиера на „Ораци и Куриаци“ на Саверио Меркаданте.
През 1851 г. е успешната премиера на „Фолко от Арл“ от Никола де Джоза с Еуджения Тадолини и Акиле де Басини, а през 1854 г. – на „Марко Висконти“ от Ерико Петрела с Розина Пенко, Аделаида Борги-Мамо и Гаетано Фраскини.
Завесата с „Омир и музите сред поетите“ от Джузепе Манчинели и Салваторе Фергола също датира от този период (1854 г.). През 1859 г. кантатата Danza Augurale, композирана от Никола Соле с музика на Меркаданте, е изпълнена, за да отпразнува възкачването на престола на Франциск II Бурбон и женитбата му с Мария-София Баварска.
През 1862 г. успех жъне световната премиера на „Катерина Блум“ от Енрико Бевиняни с Мария Специя Алдигиери, а през 1867 г. на „Берта ди Варнол“ от Джовани Пачини, режисирана от Де Джоза с Луиджа Бендаци.
Между края на 19 и началото на 20 век обаче има няколко важни оркестрови направления като тези на „вагнерианеца“ Джузепе Мартучи, като „Лоенгрин“ от 1881 г., „Танхойзер“ от 1889 г., „Валкирия“ от 1895 г., „Тристан и Изолда“ от 1907 г. с Амелия Пинто и Джузепе Боргати и „Залезът на боговете“ от 1908 г., както и произведения от композитори от калибъра на Джакомо Пучини, Пиетро Маскани, Руджеро Леонкавало, Умберто Джордано, Франческо Чилеа и Франко Алфано. През 1900 г. е поставена „Тоска“ на Пучини.
През 1909 г. е успешната премиера на La Perugina от Едоардо Маскерони с Карло Галефи.
От 1911 до 1915 г. диригент на оркестъра е Виторио Гуи.

### XX и XXI век
Дейността на театъра през първата половина на 20 век, макар и силно белязана от двата военни конфликта, които, наред с други неща, причиняват и различни щети на структурата, изглежда е засегната от тенденцията, която бушува в международната музикална сцена. Всъщност с течение на времето великите тенори, музиканти и диригенти заемат мястото на композициите.
През първата половина на XX век по дизайн на Микеле Платаня е създадено фоайе в частта, която гледа към градините на Кралския дворец. Възстановена след Втората световна война, след разрушаването му от бомбардировки през 1943 г., средата, в допълнение към посрещането на зрители по време на паузите на оперите, се използва и като зала, в която се провеждат малки музикални или вокални концерти, срещи, събития или гала вечери.
След Втората световна война театърът е първият в Италия, който отваря отново.
На 26 декември 1949 г. Карл Бьом дирижира премиерата на „Воцек“ от Албан Берг с Тито Гоби, Петре Мунтеану и Марио Петри. През 1960 г. е италианската премиера на „Луната“ от Карл Орф.

През 1980 г. гербът на Кралството на двете Сицилии е възстановен под арката на просцениума, като по този начин замества савойския, поставен по волята от кралете на новороденото Кралство Италия. Всъщност по време на някои операции по почистване е открито, че гербът на Савоя е просто насложен върху оригиналния герб на Бурбоните.
От втората половина на ХХ век се извършват важни ремонтни и модернизационни работи на съоръжението, които започват с реставрацията на ложите и поставянето на гладка теракота през 1987 г., последвано от работите през 1989 г., които довеждат до намаляване, поради съображения за сигурност, на броя на зрителите, дотогава 3285. Строителната дейност продължава малко повече от шест месеца и откриването на 19 април 1990 г. вижда изпълнението на „Кармина Бурана“ от Карл Орф. Работите през 2009 г. продължават приблизително 5 месеца и са на обща стойност 50 милиона евро. Те включват обновяване на фоайета, бани, стълбища и асансьорни шахти и технологичната поддръжка на мултинационалната компания „Мапей“. Операта, представена в деня на отварянето на театъра, този път е „Питър Граймс“ на Бенджамин Бритън, дирижирана от Пол Кюран.
Ремонтните и реставрационни дейности, координирани от архитект Елизабета Фабри, продължават пет месеца: от юли до декември 2008 г. Изградено е ново фоайе под театралната зала, както и самата зала е цялостно почистена на всички нива.
На 23 януари 2009 г. Театър „Сан Карло“ е върнат в собственост на гражданите на Неапол.

## Известни личности на сцената на „Сан Карло“
Сред певците, които се изявяват на сцената на „Сан Карло“ през XX век, са тенорите Фернандо де Лучия, Бениамино Джили, Феручо Талявини, Лучано Павароти, Пласидо Доминго, Хосе Карерас, Джакомо Лаури-Волпи, Тито Скипа, Енрико Карузо (който е в „Сан Карло“, където прави последното си противоречиво неаполитанско представление), Джузепе Ди Стефано, Алфредо Краус, Марио Дел Монако, Франко Корели и Алфредо Вернети, Лука Луполи; сопраните Рената Тебалди, Мария Калас, Магда Оливеро, Мария Каниля и Тоти Дал Монте, Райна Кабаиванска, Лейла Генсер, Мирела Френи, Монсерат Кабайе; мецосопраните Джулиета Симионато, Фиоренца Косото и Ебе Стиняни; баритоните Пиеро Капучили, Ренато Брусон, Лео Нучи.
През последните години често са набирани някои от най-добрите певци на новата музикална панорама, като Анна Нетребко, Мария Агреста, Сондра Радвановски, Йонас Кауфман, Виторио Григоло, Елина Гаранка и Чечилия Бартоли.
Сред музикантите, свирили в „Сан Карло“, са: Яша Хайфец, Фриц Крайслер, Артуро Бенедети Микеланджели, Маурицио Полини, Салваторе Акардо, Гидон Кремер, Алдо Чиколини, Миша Майски, Артур Рубинщайн, Жаклин дю Пре, Пау Казалс, Клаудио Арау, и др.
Диригентите включват: Артуро Тосканини, Игор Стравински, Леонард Бърнстайн, Волфганг Савалиш, Ференц Фрисай, Херман Шерхен, Андре Клуйтан, Димитри Митропулос, Рикардо Мути, Клаудио Абадо, Феручо Бузони, Джузепе Синополи, Карло Мария Джулини, Серджу Челибидаке, Херберт фон Караян, Вилхелм Фуртвенглер, Карл Бьом, Зубин Мета, Фабио Луизи, Даниел Орен, Винченцо Белеца и няколко други.

### Български оперни певци на сцената на „Сан Карло“
- Надя Ковачева, 20-те години на XX век, Амнерис от „Аида“ на Джузепе Верди и др.[6]
- Надя Свиларова, 20-те години на XX век[7]
- Елена Николай, 1938 г. в операта „Кавалерът на розата“ от Рихард Щраус
- Борис Христов, от 40-те години,[8] 1958 г. в операта „Силата на съдбата“ от Джузепе Верди, 1970 г. в „Борис Годунов“ от Модест Мусоргски
- Рафаел Арие, 1956 г. в операта „Фауст“ от Шарл Гуно
- Никола Гюзелев, 1969 г. в операта „Аида“ от Джузепе Верди; 1970 г. в „Борис Годунов“ от Модест Мусоргски
- Надя Афеян, 1970 г. в „Борис Годунов“ от Модест Мусоргски
- Димитър Петков,1970 г. в „Борис Годунов“ от Модест Мусоргски
- Гена Димитрова, 1984 г. в операта „Макбет“ от Джузепе Верди; 1984 г. в операта „Дон Карлос“ от Джузепе Верди; 1985 г. в операта „Турандот“ от Джакомо Пучини; 1987 г. в операта „Норма“ от Винченцо Белини; 1992 г. в операта „Силата на съдбата“ от Джузепе Верди.
- Райна Кабаиванска, 2005 г. в операта „Дама Пика“ от Пьотр Илич Чайковски
- Александрина Пендачанска, 2011 г. в операта „Сицилианска вечерня“ от Джузепе Верди
- Орлин Анастасов, 2013 г. в операта „Аида“ от Джузепе Верди
- Владимир Стоянов, 2018 г. в операта „Травиата“ от Джузепе Верди

## Архитектура
Театърът, построен по проект на Джовани Антонио Медрано – италиански бригаден полковник, архитект и инженер, разположен в Неапол, и първи архитект на двора на Бурбоните; в ръководството на творбите той е подкрепен от Анджело Каразале, бивш директор на Театър „Сан Бартоломео“. Театърът се издига срещу северната страна на Кралския дворец, с който комуникира чрез врата, която се отваря точно зад кралската ложа, така че кралят да може да ходи на представления, без да се налага да слиза на улицата. Работата, завършена за около осем месеца на обща стойност 75 000 дуката, води до създаването на зала с дължина 28,6 метра и ширина 22,5 метра със 184 кутии, подредени на шест нива, плюс кралска ложа, способна да побере десет души, с общ капацитет към момента от 1379 места. Проектът въвежда подковообразния план – най-старият в света, модел за италианския театър. Следващите театри в Италия и Европа са построени по този модел, сред които и придворният театър на двореца в Казерта, който ще стане модел за други италиански театри като Ла Скала в Милано.
През 1767 г. Фердинандо Фуга извършва ремонтните работи по случай женитбата на Фердинанд IV с Мария-Каролина Австрийска, а през 1778 г. преработва авансцената.
През 1797 г. е извършена реставрация на декорациите на залата от Доменико Чели – флорентински сценограф (1746-1820), активен в „Сан Карло“ през 1782 г..
Всеки ред на театъра е имал в една от страничните си стени огледало, подходящо наклонено, така че да отразява кралската ложа. Причината за това е, че нито един зрител не е можел да ръкопляска или да поиска бис, преди кралят да го направи (след него правото на „първо ръкопляскане“ е принадлежало на кралицата, след това на принца на Мадалони, в противен случай на Принц на Сириняно и така нататък според строгия етикет). Следователно огледалото е служело именно за наблюдение на това какво са правели най-важните личности, присъстващи в театъра. Само най-горната ложа (галерия) е нямала огледала и следователно е била освободена от забраната.
През 1809 г. Жоашен Мюра възлага на тосканския архитект Антонио Николини дизайна на новата главна фасада, която е изпълнена в неокласически стил, черпейки вдъхновение от дизайна на Паскуале Почанти за вилата в Поджо Империале във Флоренция.
Театърът е възстановен само за девет месеца по проект на самия Николини след пожар, който го унищожава в нощта на 13 февруари 1816 г. Реконструкцията я връща на града в сегашния ѝ вид с изключение на цветовете, които продължават да бъдат оригиналните от 1737 г. Те, способни да му придадат дори по-нетипичен външен вид от съвременния, имат декорации в полирано сребро със златни вложки (през XXI век всичко в злато), докато кутиите, както и воалът и завесата, са в синьо (по-късно червено); това са всички официални цветове на Неаполитанските Бурбони. Само кралската ложа е бледочервена (както я определя Стендал), преди цялата тапицерия на театъра да стане огненочервена. Промените през 1816 г. се отнасят до сцената, която е разширена, докато стане по-голяма от партера; таванът, който е повдигнат спрямо завесата на Камарано, направена по същия повод; накрая е добавена авансцената.
През 1834 г. е започната нова реставрация от самия Николини. По избор на крал Фердинанд II през 1844 – 1845 г. автентичните цветове светло синьо и сребристо-златно са заменени с червено-златната комбинация, характерна за европейските оперни театри. Франческо Говидан и Пиетро Джезуè, с разрушаването на Guardia Vecchia, създават западната фасада към Кралския дворец.
През 1872 г. по предложение на Джузепе Верди е построен „мистичният залив“" за оркестъра. Фоайето, свързано чрез монументално двойно стълбище с кралските градини на съседния Кралски дворец, датира от 1937 г. Унищожена по време на бомбардировките над Неапол през 1943 г., то е възстановено, както е било веднага след войната.
На 27 март 1969 г. скулптурната група на Антонио Николини на Триадата на Партенопеа, присъстваща на централния акротерий на фронтона на главната фасада, се разпада поради проникване на мълния и дъжд: това събитие налага премахването на част от нея. В началото на 70-те г. на XX век, след пожар на покрива, това което е оцеляло от оригиналната зидария и мазилка, също е премахнато.
През 1980 г. гербът на Кралството на двете Сицилии е възстановен под арката на авансцената, заменяйки по този начин савойския, желан от кралете на новороденото Кралство Италия след обединението на Италия (1861). Всъщност по време на някои операции по почистване е открито, че савойският герб е просто насложен върху оригиналния герб и е отделен от него с определена дебелина.
На 11 януари 2007 г., след осем десетилетия, „Триадата на Партонопеа“ е реновирана и готова да се издигне отново на върха на сградата благодарение на инициативата на културната асоциация „Марио Бранкачо“, след реставрационен проект на архитекта Лучано Рафин.
На 23 януари 2009 г. театърът е върнат на града. Ремонтните и реставрационни работи, координирани от архитекта Елизабета Фабри, продължават пет месеца: от юли 2008 г. до декември същата година. Изградено е ново фоайе под салона на театъра; самото помещение е реставрирано, като са изчистени изцяло всички декоративни релефи, злато, папиемаше и мека патина. Добавена е и климатична система, за която въздушният поток се вкарва в партера през вентилационен отвор, разположен под всяка от 580-те седящи места и във всеки отделен етап на помещението. Реставрацията на 500 m2 платно, поставено за украса на тавана на помещението, изисква използването на около 1500 пирона и 5000 низове за фиксиране на картинната лента. Освен това са изцяло подменени седалките на партера, които също претърпяха интервенция за подобряване на гледката към зрителите и акустиката, които и преди интервенцията се смятат за извънредни.

## Акустика
Залата с общ капацитет от 1379 места е с дължина 28,6 метра и широчина 22,5 метра с 184 ложи, подредени в шест етажа, плюс кралска ложа, способна да поеме десет души.
Акустиката на „Сан Карло“ се счита за почти перфектна още от построяването му. Модифицирането, което всъщност определя постигането на този резултат, се извършва през 1816 г., когато таванът на театъра е повдигнат. Работите на Антонио Николини и Джузепе Камарано следователно виждат създаването на велариума (платното на Камарано, заемащо  90̥ % от обема на тавана на театралния салон) в по-ниска позиция от покрива. Този механизъм създава нещо като акустична камера, сякаш има огромен барабан над публиката.
Акустиката също се счита за перфектна поради факта, че не се променя в зависимост от позицията на зрителите ( партер, ложи, галерия).
Решаващи фактори за резултата са също негладките балюстради и вътрешните декоративни елементи – поредицата от малки вълнички. Материалите и техниките за изпълнение на тези детайли дават на театъра способността да абсорбира звука, без той да бъде отразен впоследствие с лоша реверберация.

## Оркестър
Оркестърът на „Сан Карло“ е основан заедно с Фондацията през 1737 г., за да изпълни „Ахил в Скирос“ – първата опера на театъра; през годините винаги е имал театрална обстановка, предназначена за първи изпълнения на творби, написани, между другото, от Джоакино Росини, Винченцо Белини, Гаетано Доницети и Джузепе Верди. По-специално, единственият струнен квартет на Верди е композиран за неаполитанския оркестър на Масимо, чийто ръкопис все още се пази в консерваторията „Сан Пиетро а Майела“. Ако до края на XIX век в театъра има последователност от гост-солисти и гост-ансабли (често чуждестранни), през 1884 г. започва симфоничната традиция с ръководството на младия Джузепе Мартучи, който изпълнява композирана програма по музика на Карл Мария фон Вебер, Камий Сен-Санс и Рихард Вагнер. Мартучи е последван от велики диригенти като Артуро Тосканини (1909), Виктор де Сабата (1928) и композитори като Илдебрандо Пицети и Пиетро Маскани. На 8 януари 1934 г. Рихард Щраус ръководи ансамбъла на театъра, изпълнявайки предимно свои  произведения.
След Втората световна война оркестърът е усърдно ръководен от имена като Виторио Гуи, Тулио Серафин, Габриеле Сантини, Джанандреа Гавацени сред италианците и Карл Бьом, Ференц Фрисай, Херман Шерхен, Андре Клюйтан, Ханс Кнапертсбуш, Димитри Митропулос сред чужденците, с Игор Стравински през октомври 1958 г. Следващото десетилетие е свидетел на двама изгряващи млади музиканти: Клаудио Абадо при дебюта му през 1963 г. и Рикардо Мути през 1967 г.
„Сан Карло“ е първият италиански театър, който отива в чужбина след Втората световна война (която обаче го оставя структурно почти непокътнат). През 1946 г. ансамбълът е в Ковънт Гардън в Лондон, през 1951 г. на фестивала в Страсбург и в Парижката опера за честванията на 50-годишнината от смъртта на Джузепе Верди. Освен това след Фестивала на нациите в Париж през 1956 г. и този в Единбург през 1963 г. „Сан Карло“ започва бразилско турне през 1969 г.. Той отива и в Будапеща през 1973 г., Дортмунд през 1981 г., Висбаден през 1983, 1985 и 1987 г., както и с Il Flaminio от Джовани Батиста Перголези в Чарлстън (Южна Каролина) и Ню Йорк.
След дългото, престижно управление на Паскуале ди Костанцо, който приключва през 1973 г., театърът преживява период на упадък, който приключва в края на 1978 г. с временно затваряне за две седмици и несъстоятелност. Отдели като „Сценография“, „Шивашки“, „Танц“ вече не работят; оркестърът е с недостиг на персонал и дори не функционира добре; хорът – с достойнство. Комисар Карло Лесона назначава маестро Елио Бонкомпани, тогавашен директор на Кралската опера в Стокхолм, за артистичен директор и музикален директор на оркестъра. Оркестърът е върнат към основния си състав, увеличавайки се до 107 членове. Всички отдели на театъра са активирани отново: основен ангажимент е създаването на нова Тетралогия от Рихард Вагнер с най-известния сценограф на времето Гюнтер Шнайдер-Симсен. Въпреки земетресението от октомври 1980 г. театърът продължава да работи с две представления за Неапол с „Балет от 20 век“ на Морис Бежар от 29 ноември до 5 декември 1980 г. В този период, който продължава до средата на 1982 г. са продуцирани някои „премиери“ за „Сан Карло“ (Jenufa от Яначек, „Милосърдието на Тит“ от Моцарт, The Rake's progress от Игор Стравински), „световната премиера“ на Te Deum за папа Йоан Павел II на Пендерецки, три концерта с легендарния Мстислав Ростропович. Знаменитости като Рикардо Мути, Клаудио Абадо, Пласидо Доминго, Джузепе Патане се завръщат в „Сан Карло“. През 1981 г. театърът за първи път в Германия, в Дортмунд, с новата постановка на „Трубадур“ под музикалното ръководство на Елио Бонкомпани. Това събитие проправя пътя за фестивала във Висбаден.
След това оркестърът има Даниел Орен като постоянен директор, особено по отношение на оперния сектор; Франческо Канеса е негов суперинтендант от 1982 до 1987 г. През следващото десетилетие има възобновяване на симфоничната дейност в сътрудничество със Салваторе Акардо, доказано от присъствието, наред с други, на Джузепе Синополи през 1998 г. и на Лорин Маазел през 1999 г. за особено ценената и аплодирана Девета симфония на Бетовен.
Освен това през последните десет години последват като диригенти Жорж Претр, Рафаел Фрюбек де Бургос, Мстислав Ростропович, Гари Бертини, Дянсуг Какидзе и Джефри Тейт (който поема ролята на музикален директор на театъра от май 2005 г.). Освен Тейт „Сан Карло“ вижда музикалното ръководство на Бертини през сезон 2004-2005 2005 г. и на Габриеле Феро от 1999 г. до 2004 г. С Феро театърът пренася диптиха на Игор Стравински „Персефона - Едип цар“ в античния театър на Епидавъра в Гърция, изпълнявайки с актьорски състав, съставен от Жерар Депардийо и Изабела Роселини. През юни 2005 г. той е в Япония, в Токио и в Оцу с „Луиза Милер“ и „Трубадур“ на Верди, а през октомври е в Пиза с „Пейте за Свети Януарий“ (с музикалната редакция на Роберто де Симоне и музикалното ръководство на Михаел Гютлер), като гост на Международния фестивал за духовна музика „Анима Мунди“. Оркестърът допринася и за двойната победа през 2002 и 2004 г. на наградата „Франко Абиати“ присъдена от италианските музикални критици.

## Танцувална школа
Още преди построяването на новия театър крал Карлос I де Бурбон енарежда да се ограничат „забавните интермедии“ в интерлюдиите на сериозната опера в полза на хореографията, която възприема основните теми на представената опера. Когато „Сан Карло“ отваря врати, това остава в сила, като впоследствие се разширява до цели танцови представления. Това води до създаването на истинска „Неаполитанска школа“, която постепенно се утвърждава със славата, която театърът постепенно спечели в Европа.
Гаетано Гросатеста е първият хореограф на новия театър и е автор на трите танца, които придружават встъпителната операта по откриване на „Сан Карло“ – „Ахил в Скирос“ от Доменико Саро. Единият танц е изпълняван преди началото на операта, другият – в средата и последният след приключването; заглавията са: „Моряци и цигани“, „Четирите сезона“, I Credenzieri. Гросатеста остава активен в „Сан Карло“ повече от тридесет години, като редовно композира цялата музика за своите балети. 
Традицията да се съвпадат фигурите на хореографа и композитора е прекъсната от Салваторе Вигано – неаполитанец, много активен в „Сан Карло“ и в театрите на големите европейски столици (Париж, Лондон, Виена), който налага драматургична еволюция на танцувалното шоу, стигайки след това до „балет на действието“ и до „хореодрама“. Има други известни хореографи, които се обучават визградени в „Сан Карло“: Карло Льо Пик, Гаетано Джоя, Антонио Гуера и Карло Блазис, който заедно със съпругата си Анунциата Рамацини впоследствие преподава в зараждащата се школа на Болшой театър в Москва.
През 1812 г. в „Сан Карло“ се ражда най-старата танцова школа в Италия.
Сред танцьорите следа оставят Амелия Бруньоли, Фани Черито и Фани Елслер, които с Мария Талиони формират легендарното трио на френския романтичен балет. Сред хореографите са също Салваторе Тальони (чичото на Мария), ръководител на хореографията в „Сан Карло“ от 1817 до 1860 г., а сред танцьорите Карлота Гризи и Елиза Вакмулен.
Хореографията в „Сан Карло“ претърпява промени във вкусовете на обществото между края на 19 век и в началото на 20 век. Естетическата криза на Романтизма е преодоляна, макар и без да намери собствена идентичност, но чрез разчитане на националната мода на празничните месни рула в стила на хореографа Луиджи Манцоти, между неговия Ballo Excelsior и савойския военен Пиетро Мика. Голямата международна  звезда Еторина Мацукели прави първите си стъпки там.
В края на войната Театралната трупа на „Сан Карло“ си връща престижа, приемайки между другото Марго Фонтейн, Карла Фрачи, Екатерина Максимова, Рудолф Нуреев, Владимир Василиев, като на последния са поверени много хореографии на представленията, представяни в театъра. Сред танцьорите е и името на Антонио Витале. Впоследствие Роберто Боле, Амбра Вало и Елеонора Абанято танцуват като гости. През последните години трябва да се подчертае приносът на Ролан Пти: „Прилепът“ и „Балетът на Дюк Елингтън“. Последователни режисьори са Лучано Канито, Елизабета Терабуст, Анна Разци, Джузепе Карбоне, Алесандра Пенцаволта, Чанг Лиенц, Джузепе Пиконе и Клотилд Вайе, като последната е настоящият директор.

## Музей „Сан Карло“
От 1 октомври 2011 г. в непосредствена близост до театъра се намира MEMUS (акроним за „памет“ и „музей“) – исторически музей, който проследява историята на самия „Сан Карло“ и на италианската опера като цяло чрез изложба от картини, снимки, музикални инструменти, костюми и периодични документи, с помощта на аудио музикален архив, както и едно от видео изображенията. Достъпът до музея е от градините на съседния кралски дворец, а вътрешният път, искан от крал Карлос де Бурбон за достъп до театъра, без да се слиза на улицата, също позволява да се посетят историческите зали на двореца.

## Музикални директори на театъра
- Джовани Паизиело (1787-)
- Джоакино Росини (1815-1822)
- Гаетано Доницети (1822-1838)
- Елио Бонкомпани (1979-1982)
- Салваторе Акардо (1993-1995)
- Габриеле Феро (1999-2004)
- Гари Бертини (2004-2005)
- Джефри Тейт (2005-2010)
- Маурицио Бенини (2010–2011; като главен гост-диригент)
- Никола Луизоти (2012-2014)
- Юрай Валкуха (2016-2022) Зубин Мета (2016-; като почетен директор)
- Дан Етингер (2023-)